# Джастін Оморегі
Джастін Оморегі (нім. Justin Omoregie, нар. 21 вересня 2003, Відень, Австрія) — австрійський футболіст нігерійського походження, опорний півзахисник клубу «Зальцбург».
На правах оренди грає в клубі «Гартберг».

## Ігрова кар'єра

### Клубна
Займатися футболом Джастін Оморегі почав в юнацьких командах віденських  клубів «Ферст Вієнна» та «Аустрія». У лютому 2017 року футболіст приєднався до клубної академії «Зальцбурга», де пройшов усі вікові категорії команд. У січні 2021 року Оморегі був переведений до складу фарм-клубу «Зальцбурга» — «Ліферінг», що грає в Другій Бундеслізі. Першу гру на професійному рівні футболіст провів у липні 2021 року.
Перед сезоном 2022/23 Оморегі включили до головної команди «Зальцбурга». У березні 2022 року він підписав з клубом контракт до літа 2027 року. Але в першій команді Джастін не зіграв жодного матчу, продовжуючи свою кар'єру в складі «Ліферінга».
Перед сезоном 2024/25 Оморегі був відправлений в оренду в клуб «Гартберг», з яким дійшов до фіналу національного кубка.

### Збірна
З 2018 року Джастін Оморегі регулярно грав у юнацьких збірних Австрії. У 2024 році футболіст почав свої виступи в складі молодіжної збірної Австрії.

## Титули
Зальцбург
 Чемпіон Австрії: 2022/23